# 553
Раннє Середньовіччя. Триває чума Юстиніана. У Східній Римській імперії править Юстиніан I. Війна Візантії з Остготським королівством за Апеннінський півострів наближається до кінця. Франкське королівство розділене на частини між синами Хлодвіга. Іберію займає Вестготське королівство, у Тисо-Дунайській низовині лежить Королівство гепідів. В Англії розпочався період гептархії.
У Китаї період Північних та Південних династій. На півдні править династія Лян, на півночі — Західна Вей та Північна Ці. Індія роздроблена. В Японії триває період Ямато. У Персії править династія Сассанідів.
На території лісостепової України в VI столітті виділяють пеньківську й празьку археологічні культури. VI століття стало початком швидкого розселення слов'ян. У Північному Причорномор'ї співіснують різні кочові племена, зокрема гуни, сармати, булгари, алани, авари.

## Події
- Візантійці на чолі з Нарсесом влаштували засідку силам короля остготів Теї й розбили їх. Останній король остготів Тея загинув. 60-річне правління остготів в Італії завершилося. Залишкам остготів дозволено повернутися на територію сучасної Австрії. Інша частина остготів продовжувала чинити опір до наступного року.
- Об'єднане військо франків та алеманів під проводом братів Лотара й Буккеліна перейшло в долину річки По. Вони здобули перемогу над невеликими візантійськими силами й приєднали до себе залишки остготів. Візантійці не мають сил, щоб вступити з ними в битву. Одна частина сил вторгнення повернулася в долину По, інша перезимувала на півдні Італії в Калабрії, серед них розпочалася епідемія.
- Відбувся Другий Константинопольський собор. Візантійський імператор Юстиніан I засудив своїм едиктом три глави, і, як наслідок, виникли нові єресі моноенергізму й монофелітства.